# Bischhausen (Gleichen)
 Bischhausen ist ein Ortsteil der Gemeinde Gleichen im Landkreis Göttingen in Südniedersachsen.

## Geographische Lage

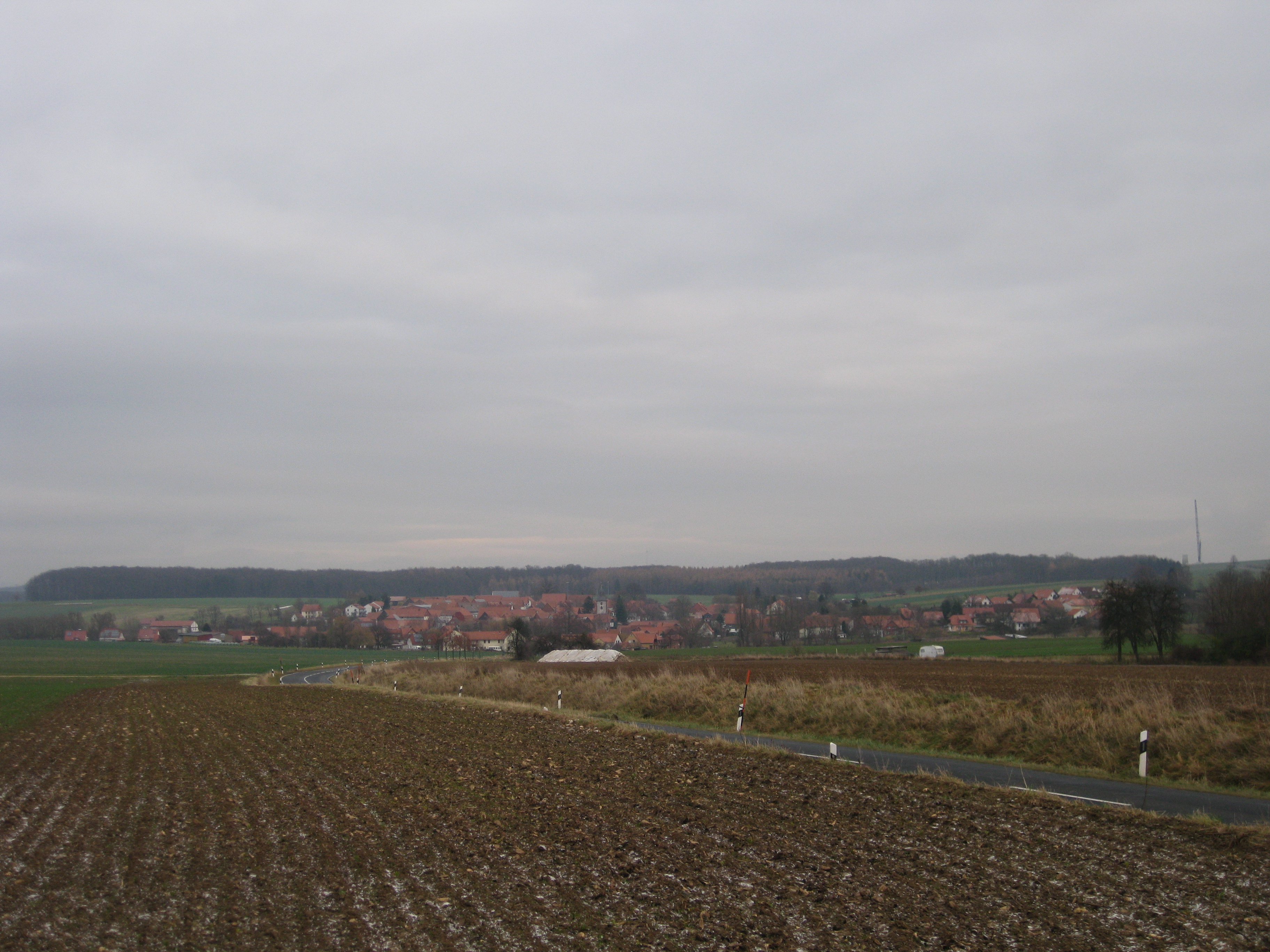
Bischhausen von Westen her gesehen

Bischhausen liegt ungefähr 13 Kilometer südöstlich von Göttingen unmittelbar an der ehemaligen Innerdeutschen Grenze und heutigen niedersächsisch-thüringischen Landesgrenze. Die Ortslage befindet sich auf dem Buntsandsteinplateau des Eichsfelder Hügellandes. In der Ortslage entspringt der Bischhäuser Bach, ein Nebenarm der Garte.
Nachbarorte sind die ebenfalls zur Gemeinde Gleichen gehörenden Ortsteile Bremke im Westen, Kerstlingerode im Nordosten, Weißenborn im Osten sowie der Eichsfelder Ort Bischhagen im Süden. Nördlich befindet sich das Gut Sennickerode und südlich eine kleine Windparkanlage.

## Geschichte
Im Zuge der Gemeindegebietsreform wurde Bischhausen am 1. Januar 1973 ein Ortsteil der neu gebildeten Gemeinde Gleichen.

## Politik

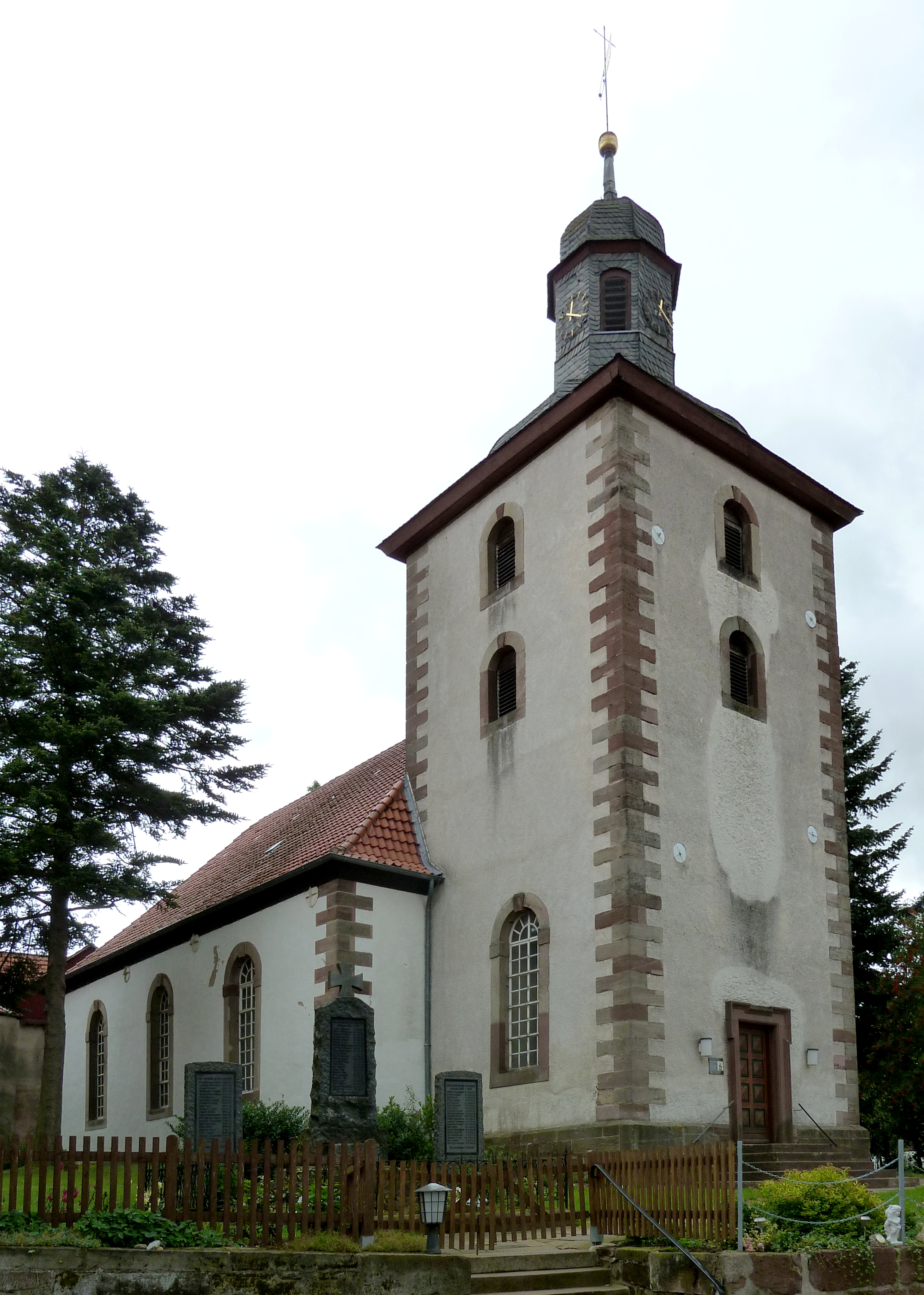
Ev.-luth. Kirche St. Martini in Bischhausen

### Ortsrat
Der Ortsrat setzt sich aus fünf Ratsfrauen und Ratsherren zusammen.
- Wählergemeinschaft Bischhausen: 5 Sitze

(Stand: Kommunalwahl am 12. September 2021)

### Ortsbürgermeister
Ortsbürgermeister von Bischhausen ist Michael Dusch.

## Sehenswürdigkeiten
Siehe: Liste der Baudenkmale in Bischhausen
Die ev.-luth. Kirche St. Martini wurde in den Jahren 1740–42 durch den Baumeister Jost Philipp Leichtweiß erbaut.